# James Wade
James Martin Wade (Aldershot, 6 april 1983) is een Engels professioneel darter, bijgenaamd The Machine.
Hij stapte in 2004 over van de BDO naar de PDC. Opmerkelijk is dat Wade in zijn BDO-periode nooit een hoofdtoernooi wist te winnen. In 2007, drie jaar na zijn overstap naar de PDC, wist Wade voor het eerst in zijn loopbaan een hoofdtoernooi te winnen, de World Matchplay. Anno 2023 wist Wade in zijn loopbaan elf hoofdtoernooititels op zijn naam te schrijven. Met dit aantal hoofdtoernooititels is Wade de op twee na succesvolste PDC-speler, na Phil Taylor (79 titels) en Michael van Gerwen (48 titels).

## Carrière
Wade haalde in 2001 op 18-jarige leeftijd de finale van de British Classic, waarin hij verloor van John Walton. Zijn debuut op de Lakeside volgde in 2003, waar hij in de eerste ronde strandde tegen Dennis Harbour. Een jaar later schakelde Darryl Fitton hem uit in de tweede ronde in Frimley Green. Na een kwartfinaleplaats op de IDL van 2004 stapte Wade over naar de PDC. Het dartstalent kwalificeerde zich voor het Ladbrokes World Darts Championship 2005, waar hij verloor van Mark Holden. Later dat jaar won hij de Irish Masters en behaalde hij tweede rondes bij de Las Vegas Desert Classic en de World Grand Prix. Zijn definitieve doorbraak kwam tijdens het World Matchplay in 2006, waar hij de finale haalde van het prestigieuze televisietoernooi na zeges tegen Denis Ovens, Kevin Painter, Chris Mason en Roland Scholten. In de Winter Gardens versloeg Phil Taylor hem met 18-11 na een 3-8 voorsprong. In 2007 won hij dit toernooi. In oktober 2006 haalde Wade de kwartfinales van de World Grand Prix.
Wade schreef in 2006 geschiedenis door als eerste darter drie 9-darters te gooien in een kalenderjaar, wat aanleiding gaf om zijn bijnaam The Gladiator te veranderen in 009. Sinds zijn debuut in de Premier League Darts van 2008 luidt zijn bijnaam The Machine. De darters van de PDC verkozen hem door zijn prestaties in 2006 tot PDC Young Player of the Year. In 2007 werd hij verkozen tot PDC Player of the Year.

### 2013
Op 20 augustus 2013 werd bekend dat Wade voor vier (vloer)toernooien geschorst werd, de officiële reden is hiervoor niet kenbaar gemaakt.

### 2014
Op 1 januari 2014 werd bekendgemaakt dat Wade niet behoorde tot de tien deelnemers aan de Premier League Darts 2014. Als reden werd hiervoor aangegeven dat het de organisatie beter leek als Wade een jaar wat rustiger aan deed om zijn medische aandoening onder controle te krijgen. Wade lijdt namelijk aan een bipolaire stoornis. Een dag later liet Wade weten dat hij teleurgesteld was en dat het niet deelnemen zeker niet zijn keuze is geweest, zoals eerder werd gesuggereerd.
Op de World Grand Prix Darts gooide Wade in de tweede ronde een 9-darter. 29 minuten daarna gooide zijn tegenstander Robert Thornton ook een 9-darter. Het was de eerste keer dat er in één partij twee 9-darters gegooid werden door twee verschillende spelers.
Op 2 november 2014 wist Wade het invitatietoernooi The Masters na een 9-2-achterstand met 11-10 te winnen van Mervyn King. Hij wist hierbij zijn eerste titel sinds 2011 te winnen, zijn achtste op een televisietoernooi.

### 2015
Op 26 juli stond James Wade in de finale van de World Matchplay Darts in Blackpool. Nadat hij in de halve finale Phil Taylor op diens favoriete toernooi uitschakelde met 17-14, wachtte in de finale, Michael van Gerwen, waar hij in de halve finale goed speelde, moest hij het in de finale toch laten afweten tegen een ontketende Michael van Gerwen en verloor uiteindelijk dan ook met 18-12 van de toenmalige nummer één van de wereld.
Op 5 oktober stond Wade in de eerste ronde van de World Grand Prix of Darts te Dublin, tegenover de "Gentle" Mensur Suljović, de geboren Serviër uit Oostenrijk. Het enige toernooi waar men niet alleen met een dubbel moet eindigen, maar ook beginnen, eindigt voor Wade snel. Hij verliest met 2-1 van Suljović.

### 2016
In oktober 2016 behaalde hij de halve finale bij de European Darts Championship 2016, hij verloor van de latere winnaar en nummer 1 van de wereldranglijst Michael van Gerwen.
In november 2016 behaalde hij de finale van de Grand Slam of Darts 2016 na onder meer een zege op wereldkampioen Gary Anderson. Opnieuw was Van Gerwen te sterk.

### 2017
Op het WK in december 2016 bereikte Wade de kwartfinale, waar hij werd uitgeschakeld door Peter Wright. Op de Masters in januari verloor hij in de eerste ronde van Robert Thornton. Ook bij de World Matchplay Darts 2017 werd hij in de eerste ronde verslagen, ditmaal door Darren Webster.

### 2018
Op 27 oktober 2018 won Wade voor het eerst sinds november 2014 weer een PDC-hoofdtoernooi. In Dortmund werd de finale van de European Darts Championship met 11-8 in legs gewonnen van Simon Whitlock. Op 4 november 2018 won Wade in Wenen de World Series of Darts Finals door Michael Smith met 11-10 in legs te verslaan.

### 2021
Voor de derde keer in zijn carrière wist Wade de UK Open te winnen. Ditmaal versloeg hij Luke Humphries in de finale met een score van 11-5 in legs. Opvallend is dat zijn overwinningen op de UK Open allemaal in een ander decennium waren.

### 2022
Wade wist tijdens de Premier League of Darts een gemiddelde van 114.73 punten neer te zetten in de halve finale van speelronde twaalf. Daarmee behaalde hij het hoogste gemiddelde in zijn carrière.
In de eerste ronde van de US Darts Masters behaalde Wade tegen Jeff Smith een score van 100% op zijn dubbels. Hij won de wedstrijd met 6-2.
In augustus bereikte Wade de finale van de eerste editie van de New South Wales Darts Masters, dat onderdeel uitmaakt van de World Series of Darts. Hij versloeg achtereenvolgend Gordon Mathers, Dimitri Van den Bergh en Gerwyn Price, waarna Jonny Clayton te sterk bleek.
Op 5 november wist Wade Players Championship 30 te winnen door achtereenvolgend Eddie Lovely, Shaun Wilkinson, Gian van Veen, Jamie Hughes, Jermaine Wattimena, Martin Schindler en Steve Beaton te verslaan.

### 2023
Door Dirk van Duijvenbode, José de Sousa, Luke Humphries en Gian van Veen te verslaan, bereikte Wade de finale van het European Darts Championship. Daarin bleek Peter Wright met een uitslag van 11-6 te sterk.

### 2025
Op het UK Open passeerde Wade William Borland, Cameron Menzies, Robert Owen, Luke Humphries  en Josh Rock om de finale te bereiken. In de finale ging Luke Littler met een uitslag van 11-2 en gemiddelde van 101,51 langs hem heen.
Wade wist op 19 juni Players Championship 19 te winnen door achtereenvolgend Brett Claydon, Joshua Richardson, Peter Wright, Kevin Doets, Gian van Veen, Andrew Gilding en Scott Williams te verslaan.
Door Joe Cullen, Wessel Nijman, Gian van Veen en Jonny Clayton te verslaan, plaatste Wade zich voor de finale van de World Matchplay, voor de zevende keer in zijn carrière en tien jaar nadat hij dit voor het laatst deed. In drie van de partijen in aanloop naar de finale gooide hij meer dan honderd gemiddeld. Net zoals op het UK Open was Luke Littler zijn tegenstander in de finale. Tegen hem stond hij aanvankelijk 5-0 voor, maar uiteindelijk won Littler met een uitslag van 18-13. Wade liet een moyenne van 101,54 noteren, terwijl Littler 107,24 gemiddeld gooide.

## Resultaten op wereldkampioenschappen

### BDO
- 2003: Laatste 32 (verloren van Dennis Harbour met 2-3)
- 2004: Laatste 16 (verloren van Darryl Fitton met 0-3)

### PDC
- 2005: Laatste 48 (verloren van Mark Holden met 0-3)
- 2006: Laatste 64 (verloren van Wayne Jones met 2-3)
- 2007: Laatste 16 (verloren van Terry Jenkins met 3-4)
- 2008: Kwartfinale (verloren van John Part met 4-5)
- 2009: Halve finale (verloren van Raymond van Barneveld met 4-6)
- 2010: Kwartfinale (verloren van Simon Whitlock met 3-5)
- 2011: Laatste 32 (verloren van Mensur Suljović met 2-4)
- 2012: Halve finale (verloren van Adrian Lewis met 5-6)
- 2013: Halve finale (verloren van Michael van Gerwen met 4-6)
- 2014: Kwartfinale (verloren van Adrian Lewis met 1-5)
- 2015: Laatste 32 (verloren van Stephen Bunting met 1-4)
- 2016: Kwartfinale (verloren van Gary Anderson met 1-5)
- 2017: Kwartfinale (verloren van Peter Wright met 3-5)
- 2018: Laatste 64 (verloren van Keegan Brown met 2-3)
- 2019: Laatste 16 (verloren van Ryan Joyce met 3-4)
- 2020: Laatste 32 (verloren van Steve Beaton met 2-4)
- 2021: Laatste 32 (verloren van Stephen Bunting met 2-4)
- 2022: Halve finale (verloren van Michael Smith met 3-6)
- 2023: Laatste 64 (verloren van Jim Williams met 2-3)
- 2024: Laatste 64 (verloren van Matt Campbell met 2-3)
- 2025: Laatste 64 (verloren van Jermaine Wattimena met 0-3)

## Resultaten op de World Matchplay
- 2006: Runner-up (verloren van Phil Taylor met 11-18)
- 2007: Winnaar (gewonnen in de finale van Terry Jenkins met 18-7)
- 2008: Runner-up (verloren van Phil Taylor met 9-18)
- 2009: Kwartfinale (verloren van Ronnie Baxter met 10-16)
- 2010: Halve finale (verloren van Raymond van Barneveld met 8-17)
- 2011: Runner-up (verloren van Phil Taylor met 8-18)
- 2012: Runner-up (verloren van Phil Taylor met 15-18)
- 2013: Halve finale (verloren van Phil Taylor met 12-17)
- 2014: Kwartfinale (verloren van Simon Whitlock met 10-16)
- 2015: Runner-up (verloren van Michael van Gerwen met 12-18)
- 2016: Laatste 32 (verloren van Mervyn King met 5-10)
- 2017: Laatste 32 (verloren van Darren Webster met 11-13)
- 2018: Laatste 16 (verloren van Simon Whitlock met 7-11)
- 2019: Kwartfinale (verloren van Glen Durrant met 7-16)
- 2020: Laatste 16 (verloren van Gary Anderson met 8-11)
- 2021: Laatste 32 (verloren van Luke Humphries met 3-10)
- 2022: Laatste 16 (verloren van Nathan Aspinall met 9-11)
- 2023: Laatste 32 (verloren van Chris Dobey met 8-10)
- 2024: Halve finale (verloren van Luke Humphries met 10-17)
- 2025: Runner-up (verloren van Luke Littler met 13-18)

## Privé
- In 2015 trouwde hij met model en walk-on-girl Sammi Marsh. In oktober 2018 werden zij ouders van een zoon, Arthur. In augustus 2022 volgde zoon Alfie.
- In mei 2022 kreeg Wade tijdens de European Darts Open in Leverkusen na zijn kwartfinalewedstrijd last van hartritmestoornissen en werd hij naar het ziekenhuis vervoerd. Hierdoor miste hij een avond van de Premier League of Darts.